# مونومنت (کلرادو)
مونومنت (به انگلیسی: Monument) شهری در ایالت کلرادو کشور ایالات متحده آمریکا است که جمعیت آن در سرشماری سال ۲۰۱۰ میلادی، ۵٬۵۳۰ نفر بوده‌است.